# روابط ارمنستان و امارات متحده عربی
روابط ارمنستان و امارات متحده عربی روابط دیپلماتیک بین ارمنستان و امارات متحده عربی است. روابط رسمی بین دو کشور از سال ۱۹۹۸ برقرار است. ارمنستان یک سفارت در ابوظبی و یک کنسولگری در دبی دارد. امارات متحده عربی در ایروان سفارت دارد.